# Кулешов, Аркадий Александрович

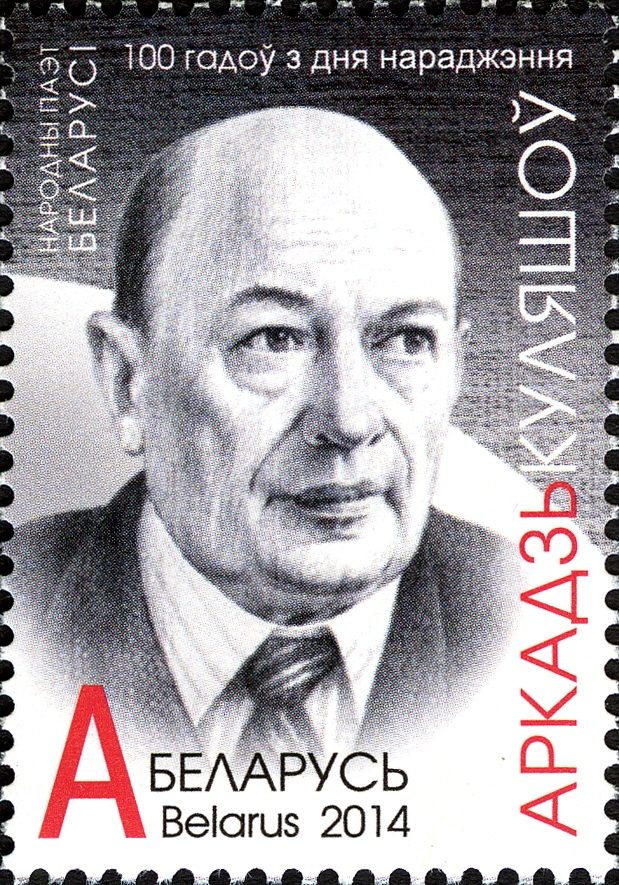

Арка́дий Алекса́ндрович Кулешо́в (бел. Аркадзь Аляксандравіч Куляшоў; 24 января [6 февраля] 1914, д. Самотевичи, Могилёвская губерния, Российская империя — 4 февраля 1978, Несвиж, Минская область, Белорусская ССР, СССР) — белорусский советский поэт и переводчик, сценарист. Народный поэт БССР (1968). Член ВКП(б) с 1941 года. Член СП СССР (1934).

## Биография
Родился 6 февраля 1914 года в деревне Самотевичи (ныне Костюковичского района Могилёвской области Беларуси) в семье сельских учителей.
В 1928 году после окончания Самотевичской семилетней школы Аркадий Кулешов поступил в Мстиславский педагогический техникум. В Мстиславле работало отделение «Маладняка». Здесь начинали свою творческую жизнь талантливые художники слова Юлий Таубин и Змитрок (Дмитрий) Остапенко. Дружба с ними оказала большое влияние на становление Аркадия Кулешова как поэта.
В 1930 году переехал в Минск, где продолжал учёбу на литературном факультете Минского педагогического института (1931—1933).
Участник Великой Отечественной войны. 24 июня 1941 года А. А. Кулешов покинул разрушенный бомбардировкой, охваченный пожаром Минск. Пешком он дошёл до Орши, потом добрался до Калинина и там вступил в РККА. Под Новгородом окончил военно-политическое училище и был направлен в армейскую газету «Знамя советов», где служил до 1943 года, после чего — в Белорусском штабе партизанского движения.
В 1945—1946 годах работал главным редактором газеты «Літаратура і мастацтва». С 1946 по 1958 год — начальник сценарного отдела, в 1958—1967 годах — главным редактором киностудии «Беларусьфильм».
Депутат ВС БССР (1947—1978). Член ВКП(б) с 1941 года. Член СП СССР (1934).
Скончался ночью 4 февраля 1978 года в санатории города Несвиж Минской области. Похоронен в Минске на Восточном кладбище.
Увлекался городками, был заядлым футбольным болельщиком и большим любителем шахмат, участвовал в республиканских шахматных турнирах, имел спортивный разряд. В 1946 году вошёл в руководство восстановленной после войны шахматно-шашечной секции при спорткомитете БССР.
Внуком Кулешова иногда называет себя Лёва Би-2.

## Литературное творчество
В 1926 году в климовичской окружной газете «Наш працаўнік» («Наш работник») появилось первое стихотворение 12-летнего поэта, а в следующем году несколько его стихотворений были напечатаны в областной газете «Магілёўскій селянін» и одно в республиканской «Белоруская вёска» («Белорусская деревня»). Писал под псевдонимами: Амсціслаўцы (совместно с Ю. Таубиным), Арк. Дуда, Аркадзь Дуда, Аркадзь Жытнёвы, Апанас, Казарлюга, Язэп Качкін (совместно с Д. Е. Астапенко и Ю. Таубиным), Мсціслаўцы (совместно с Д. Астапенко и Ю. Таубиным). Произведения А. А. Кулешова публиковались в газете «Чырвоная змена», в журнале «Полымя». В 1930 году молодой поэт издал свой первый сборник «Расцвет земли». Переводил с русского, украинского и других языков произведения классической поэзии.

## Награды и премии
- Сталинская премия первой степени (1946) — за поэму «Знамя бригады» (1943)
- Сталинская премия второй степени (1949) — за поэму «Новое русло» (1948)[7]
- Государственная премия БССР имени Янки Купалы (1970) — за переводы стихотворений М. Ю. Лермонтова, «Энеиды» И. П. Котляревского, «Песни о Гайавате» Г. У. Лонгфелло
- Премия Ленинского комсомола Белоруссии (1968)
- Народный поэт БССР (1968)
- Заслуженный работник культуры УССР (1973)
- Два ордена Ленина
- Орден Красного Знамени
- Два ордена Трудового Красного Знамени (25.02.1955, 05.02.1974)
- Медаль «За боевые заслуги» (31.08.1942)
- Почётная Грамота Президиума Верховного Совета УССР (1967)

## Память
- Имя Кулешова присвоено Могилёвскому государственному университету.
- Литературный музей имени Аркадия Кулешова в д. Новые Самотевичи Новосамотевичского сельсовета Костюковичского района Могилёвской области (Самотевичи находятся в зоне отселения из-за радиоактивного загрязнения после Чернобыльской катастрофы).
- В честь А. Кулешова названы улицы в Могилёве, Минске[8], Сморгони и Речице.
- В 1979 году Союз писателей Белоруссии установил литературную премию имени Аркадия. Кулешова — ежегодную премию за произведения поэзии и драмы. Премия вручалась с 1979 по 1998 год.

## Киносценарии
- 1958 — «Красные листья» (совместно с Алесем Кучаром)
- 1967 — «Запомним этот день» (совместно с Максимом Лужаниным)
- 1960 — «Первые испытания» (совместно с Максимом Лужаниным)

## В музыке
- На стихи А. Кулешова «Бывай, абуджаная сэрцам, дарагая» композитор Игорь Лученок написал песню «Алеся»[9].
- По мотивам поэмы А. Кулешова «Песня о разведчиках» в 1967 году была снята телеопера «Утро» на музыку белорусского композитора Генриха Вагнера (1922—2000).

## Документалистика
- О жизнь и творчестве А. Кулешова снят документальный фильм «Край крынічны» (1972)[10].

## В филателии и нумизматике
- 31 января 2014 года Национальным банком Республики Беларусь выпущены в обращение памятные монеты «Аркадзь Куляшоў. 100 гадоў» («Аркадий Кулешов. 100 лет»)[11].
- 6 февраля 2014 года Министерство связи и информатизации Республики Беларусь выпустило в обращение почтовую марку «100 лет со дня рождения народного поэта Беларуси Аркадия Кулешова»[12].

### Книги поэзии
- бел. «Росквіт зямлі» («Расцвет земли») (1930)
- бел. «Па песню, па сонца!..» («За песней, за солнцем!..») (1932)
- бел. «Медзі дождж» («Меди дождь») (1932)

### Сборники
- бел. «Мы жывём на граніцы» («Мы живём на границе») (1938)
- бел. «Радзіме і правадыру» («Родине и вождю») (1938)
- бел. «У зялёнай дуброве» («В зелёной дубраве») (1940)
- бел. «Добры чалавек» («Добрый человек») (1941)
- бел. «Сцяг брыгады» («Знамя бригады») (1943)
- бел. «На сотай вярсце» («На сотой версте») (1945)
- бел. «Вершы» («Стихотворения») (1946)
- бел. «Паэмы» («Поэмы») (1947)
- бел. «Выбраныя вершы і паэмы» («Избранные стихотворения и поэмы») (1948)
- бел. «Камуністы» («Коммунисты») (1949)
- бел. «Выбраныя творы» («Избранные произведения») (1947, 1951)
- бел. «Вершы і паэмы» («Стихотворения и поэмы») (1954, 1966)
- бел. «Граніца» («Границы») (1954)
- бел. «Новая кніга» («Новая книга») (1964)
- бел. «Сасна і бяроза» («Сосна и берёза») (1970)
- бел. «Мая Беседзь» («Моя Беседь») (1973)
- бел. «Хуткасць» («Скорость») (1976)
- бел. «Крылы» («Крылья») (1985)
- бел. «Профілі» («Профили») (1987)
- бел. «Маналог» («Монолог») (1989)
- бел. «Збор твораў» у 2 т. («Собрание произведений» в 2 т.) (1957, 1964)
- бел. «Збор твораў» у 4 т. («Собрание произведений» в 4 т.) (1966—1967)
- бел. «Збор твораў» у 5 т. («Собрание произведений» в 5 т.) (1974—1977)
- бел. «Паміж наступным і былым» («Между следующим и бывшим») (1995)

### Поэмы
- бел. «Крыўда» (1931)
- бел. «Аманал» («Аммонал») (1933)
- бел. «Гарбун» («Горбун») (1935)
- бел. «Баранаў Васіль» («Баранов Василий») (1941)
- бел. «Дом №24» («Дом № 24») (1944)
- бел. «Прыгоды цымбал» («Приключения цимбал») (1945)
- бел. «Простыя людзі» («Простые люди») (1949)
- бел. «Новае рэчышча» («Новое русло») (1949, 1951)
- бел. «Грозная пушча» («Грозная пуща») (1956, 1963)
- бел. «Далёка да акіяна» («Далеко до океана») (1972)
- бел. «Варшаўскі шлях» («Варшавский путь») (1973)
- бел. «Хамуціус» («Хамутиус») (1975)

### Переводы
Перевел на белорусский язык поэму А. С. Пушкина «Цыганы» (1937) и роман в стихах «Евгений Онегин» (1949), «Избранную поэзию» (1969) М. Ю. Лермонтова, поэму «Энеида» И. П. Котляревского, «Песнь о Гайавате» Г. Лонгфелло и другое.

### В переводе на русский язык
- Кулешов, А. Дубрава / А. Кулешов // перевод с белорусского Н. Сидоренко. — Москва : Художественная литература, 1940. — 61 с.
- Кулешов, А. Три поэмы / А. Кулешов // перевод с белорусского М. Исаковского. — Москва : Художественная литература, 1946. — 118 с.
- Кулешов, А. Знамя бригады / А. Кулешов // перевод с белорусского М. Исаковского. — Москва : Воениздат, 1948. — 63 с. — (Библиотечка журнала «Советский воин» / Главное политическое управление Вооруженных Сил СССР ; № 13 (104)).
- Кулешов, А. Стихи и поэмы / А. Кулешов // авторизованный перевод с белорусского. — Москва : Государственное издательство художественной литературы, 1948. — 240 с.
- Кулешов, А. Коммунисты : стихи ; Новое русло : поэма / А. Кулешов // авторизованный перевод с белорусского. — Москва : Советский писатель, 1949. — 122 с.
- Кулешов, А. Поэмы / А. Кулешов // авторизованный перевод с белорусского. — Москва : Советский писатель, 1951. — 138 с.
- Кулешов, А. Стихотворения ; Баллады ; Поэмы / А. Кулешов // перевод с белорусского. — Москва : Художественная литература, 1953. — 345 с.
- Кулешов, А. Мое свидетельство : стихотворения и поэмы / А. Кулешов // перевод с белорусского. — Москва : Гослитиздат, 1960. — 334 с.
- Кулешов, А. Избранная лирика / А. Кулешов // перевод с белорусского. — Москва : Молодая гвардия, 1964. — 29 c.
- Кулешов, А. Из новых стихов / А. Кулешов // авторизованный перевод с белорусского Я. Хелемского. — Москва : Правда, 1964. — 29 с. — (Библиотека «Огонек» ; № 31).
- Кулешов, А. Новая книга : стихи / А. Кулешов // авторизованный перевод с белорусского Я. Хелемского. — Москва : Советский писатель, 1964. — 146 с.
- Кулешов, А. Избранные произведения : в 2 т. / А. Кулешов // перевод с белорусского. — Москва : Художественная литература, 1968.
- Кулешов, А. Пускай бушуют волны : Стихи / А. Кулешов // перевод с белорусского. — Москва : Детская литература, 1969. — 158 c.
- Кулешов, А. Сосна и береза : Стихи и поэмы / А. Кулешов // авторизованный перевод с белорусского. — Москва : Советский писатель, 1971. — 152 с.
- Кулешов, А. Далеко до океана : поэма / А. Кулешов // авторизованный перевод с белорусского Н. Кислика. — Москва : Советский писатель, 1973. — 158 с.
- Кулешов, А. Записная книжка : стихи и поэма / А. Кулешов // авторизованный перевод с белорусского Я. Хелемского. — Москва : Правда, 1974. — 31 c. — (Библиотека «Огонек» ; № 4).
- Кулешов, А. На полумиллиардном километре : стихи / А. Кулешов // авторизованный перевод с белорусского Я. Хелемского. — Москва : Художественная литература, 1974. — 253 с.
- Кулешов, А. Скорость : стихотворения и поэмы / А. Кулешов // авторизованный перевод с белорусского Н. Кислика, Я. Хмелевского. — Минск : Мастацкая літаратура, 1978. — 206 с.